# Epsomita
L'epsomita és un mineral de la classe dels sulfats. Jean-Claude Delamétherie li va donar nom el 1806 per la localitat anglesa d'Epsom, lloc on va ser descoberta. Pertany i dona nom al grup de l'epsomita.

## Característiques

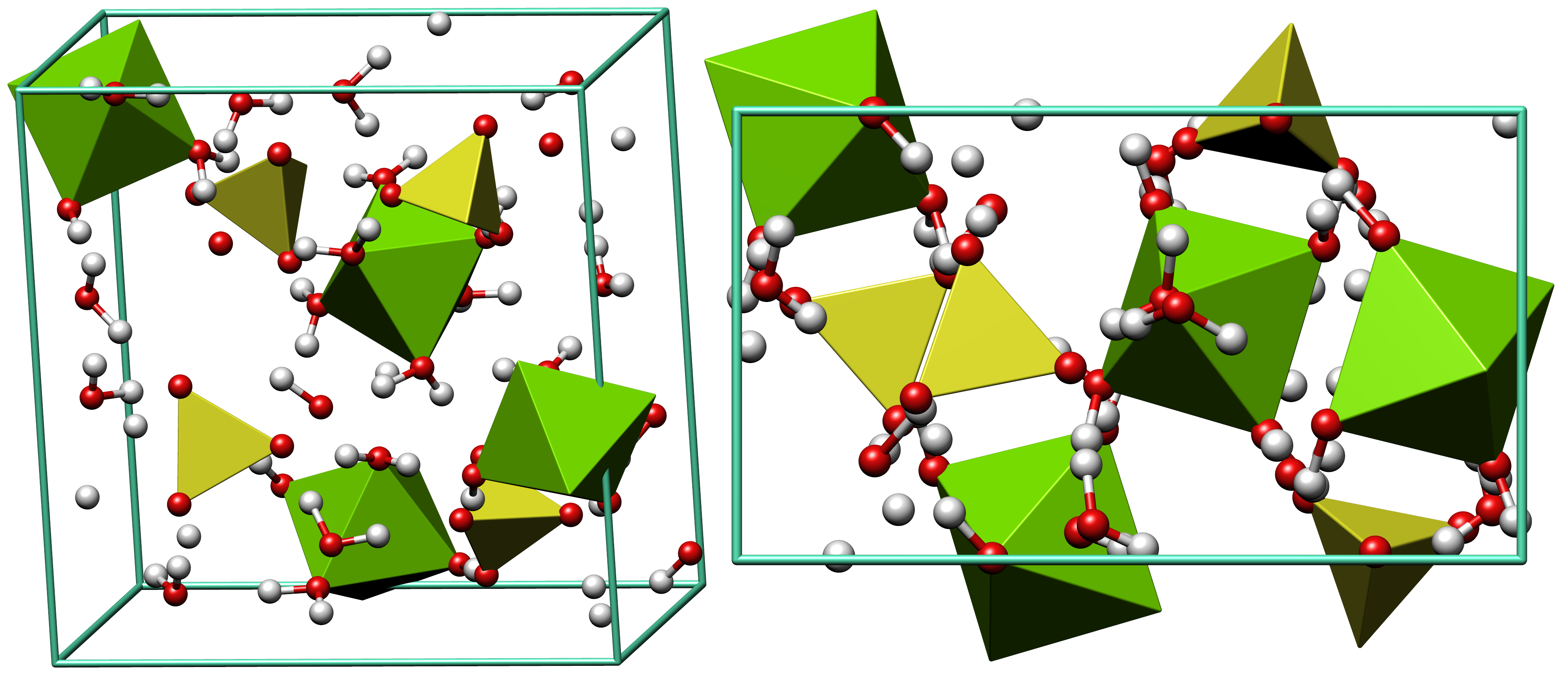
Estructura cristal·lina de l'epsomita

L'epsomita és la forma mineral del sulfat de magnesi heptahidratat, amb fórmula Mg(SO₄)(H₂O)₆·H₂O. Encara que el seu color principal és blanc, l'epsomita sovint apareix acolorida amb una varietat de matisos pàl·lids deguts a la presència d'impureses. Aquestes són fonamentalment níquel, ferro, cobalt, manganès i zinc; el color rosa es relaciona amb la presència de cobalt mentre que el verd s'associa a la de níquel. Forma una sèrie de solució sòlida completa tant amb goslarita com amb la morenosita.
L'epsomita és soluble en aigua i té un sabor amarg i salat. A l'aire lliure es deshidrata, tornant-se mat, per la qual cosa ha de ser conservada en un recipient tancat o en plàstic i ser netejada només amb alcohol. Cristal·litza en el sistema ortoròmbic.
Segons la classificació de Nickel-Strunz, l'epsomita pertany a «07.CB: Sulfats (selenats, etc.) sense anions addicionals, amb H₂O, amb cations de mida mitjana» juntament amb els següents minerals: dwornikita, gunningita, kieserita, poitevinita, szmikita, szomolnokita, cobaltkieserita, sanderita, bonattita, aplowita, boyleita, ilesita, rozenita, starkeyita, drobecita, cranswickita, calcantita, jôkokuita, pentahidrita, sideròtil, bianchita, chvaleticeita, ferrohexahidrita, hexahidrita, moorhouseita, nickelhexahidrita, retgersita, bieberita, boothita, mal·lardita, melanterita, zincmelanterita, alpersita, goslarita, morenosita, alunògen, meta-alunògen, aluminocoquimbita, coquimbita, paracoquimbita, rhomboclasa, kornelita, quenstedtita, lausenita, lishizhenita, römerita, ransomita, apjohnita, bilinita, dietrichita, halotriquita, pickeringita, redingtonita, wupatkiita i meridianiïta.

## Formació i jaciments
L'epsomita apareix formant cristalls, agregats fibrosos, crostes, estalactites o eflorescències. Habitualment es troba com eflorescències en zones abrigades d'afloraments rocosos dolomítics i calcaris. Sovint també es pot trobar en les parets de coves i en dipòsits de llacs salats. Així mateix abunda en parets de mines de carbó i mines metal·líferes, fins i tot en els suports de fusta i en el material abandonat. Es presenta en associació amb melanterita, guix, halotriquita, pickeringita, alunògen, rozenita i mirabilita.
Els jaciments d'epsomita són freqüents, podent-se destacar els existents en l'antiga Unió Soviètica, als llacs magnèsics de Djaman-Klytch i de Djelonsk. En els llacs salats de la Muntanya Kruger (Washington, Estats Units) s'han trobat cristalls que arriben als 2 metres. A Espanya hi ha eflorescències importants molt a prop de Calataiud (Aragó) i a Mèxic en Aquil·les Serdán (Chiapas).

## Varietats
- Aromita, probablement una barreja d'epsomita i pickeringita, amb fórmula Mg₆Al₂(SO₄)9·54H₂O originalment descrita a la Pampa d'Aroma, Negreiros, Regió de Tarapacá, Xile.[8]
- Epsomita cobàltica, una varietat que conté fins a un 2,5% en pes de CoO, amb fórmula (Mg,Co)SO₄·7H₂O.[9]
- Epsomita cúprica i zíncica, una varietat que conté zinc i coure.[10]
- Epsomita fèrrica, una varietat que conté ferro, amb fórmula (Mg,Fe2+)SO₄·7H₂O.[11]
- Epsomita manganífera, una varietat que conté manganès, de color groguenc o vermellosa, trobada a Špania Dolina, Eslovàquia.[12]
- Epsomita manganífera i zíncica, una varietat que conté manganès i zinc, amb fórmula (Mg,Mn,Zn)SO₄·7H₂O.[13]